# Iveco ACL 90
L'IVECO ACL 90 aussi connu en Italie sous le label « Lancia ACL 90 », est un camion militaire léger dévolu au transport de matériel et des troupes, conçu et produit à l'origine par le constructeur italien Lancia V.I. qui faisait déjà partie du groupe IVECO D.V. à la suite d'une commande de l'armée italienne de 1990.
L'appellation italienne des véhicules militaires se déchiffre ainsi :
- AC : Autocarro = Camion
- L : Leggero = Léger
- 90 : Année de la commande et MY du véhicule

Ce véhicule est dérivé de la gamme Iveco PC 4x4 qui comprenait, en 1975 lors de son lancement, les versions 75 et 90. Cette version militaire ACL 90 présente une grande nouveauté. Le chauffeur peut à loisir opter pour une transmission 4x2 ou 4x4 que le camion soit à l'arrêt ou en marche sous effort dans un terrain difficile.

## Caractéristiques techniques
- Moteur : Fiat 8060.02 - 6 cylindres en ligne
- Cylindrée : 5 184 cm3
- Poids à vide : 4 240 kg
- Charge utile : 2 000 kg
- Charge remorquable : 4 000 kg
- Puissance : 102 kW - 138,7 ch à 3 000 tr/min
- Couple max : 388 N m à 1 600 tr/min
- Alimentation électrique : 24 V
- Dimensions : 
  - Longueur : 4 944 mm
  - Largeur : 2 270 mm
  - Hauteur : 2 980 mm
- Nombre de vitesses : 5
- Vitesse maxi : 83 km/h
- Traction : intégrale 4x4
- Volume du réservoir : 155 litres
- Nombre places : cabine = 2 + plateau = 12
- Autonomie : 500 km.

## Pays ayant acquis ce camion
- Italie : l'Esercito Italiano, la Marina Militare, les Carabinieri et les Sapeurs pompiers italiens ont acquis plus de 3.000 exemplaires de ce camion.
- Albanie
- Bolivie
- Somalie

Nota : Comme à son habitude, le constructeur italien ne dévoile jamais le nombre de véhicules fournis aux armées italienne et étrangères. Le nombre de 10.000 exemplaires est une addition des commandes publiées par les différentes armées, au risque de ne pas les avoir toutes comptabilisées.